# Gestaltism
Psihologia formei sau Gestaltismul (din germană Gestaltpsychologie) este un termen ce desemna, inițial, o școală de psihologie din secolul al XX-lea, care a furnizat fundamentele studiului modern al percepției și care a fost preluat și de studiile literare. 
Preceptele gestaltismului, formulate ca o reacție împotriva orientării atomizate din teoriile ce i-au  precedat, subliniază faptul că întregul este întotdeauna diferit (nu mai mare) decât părțile din care este alcătuit și că atributele acestuia nu sunt deductibile din analiza părților, luate separat. Gestaltismul a debutat la sfârșitul secolului al XIX-lea în Austria și sudul Germaniei, ca o mișcare de protest împotriva școlii asociaționiste și a școlii structurale, cea care recomanda descompunerea realității și experienței în elemente atomizate. Gestaltismul propunea în locul atomizării metoda fenomenologică. Această metodă, cu o tradiție în cultura germană, ajungînd pînă la studiile lui Goethe, implică descrierea experienței psihologice directe, fără să restricționeze în nici un fel descrierea. Gestaltismul a constituit o încercare de a adăuga o dimensiune umanistă la ceea ce a fost considerat doar studiul științific al vieții mentale. Gestaltismul a căutat să descrie calitățile formei, sensului și valorii, pe care ceilalți psihologi fie le-au ignorat, fie au considerat că se situează în afara granițelor științei. 
Psihologul Max Wertheimer a publicat în 1912 o lucrare, considerată a marca nașterea gestaltismului. În ea raporta rezultatele unui studiu experimental, efectuat în Frankfurt, alături de alți doi colegi, Wolfgang Köhler și Kurt Koffka; cei trei care vor forma nucleul școlii gestaltiste în următoarele decenii. Primele cercetări vizau aria percepției, în mod particular a organizării percepției vizuale, clarificată cu ajutorul unui fenomen al iluziei. O iluzie perceptuală, care a furnizat un mare ajutor teoriei gestaltismului, a fost așa numitul fenomen phi, o iluzie a mișcării aparente, botezat astfel după ce a fost descris în 1912 de Wertheimer.   
Fenomenul phi este o iluzie vizuală în care obiecte statice înfățișate în succesiune rapidă par că se mișcă prin transcenderea pragului la care fiecare poate fi perceput separat (același fenomen care stă la baza iluziei ce a produs filmele artistice). Efectul fenomenului phi era aparent inexplicabil pornind de la presupoziția mai veche că senzațiile experienței perceptuale sunt într-un raport de unu la unu cu stimuli fizici. Mișcarea percepută e o experiență în emergență, ce nu e prezentă în stimuli luați separat ci depinde chiar de caracteristicile relaționale ale acestora. Sistemul nervos al observatorului și percepția acestuia nu înregistrează semnalele fizice unul după altul. Mai curând, organizarea neuronală, ca și experiența perceptuală prind viață imediat ca un câmp integral, dar care conține totuși părți diferențiate.
În studiile mai târzii acest principiu a fost formulat sub denumirea de legea Prägnanz: Deși s-a intenționat ca teoria gestaltismului să aibă aplicabilitate generală, datele ei au fost deduse exclusiv din observații efectuate asupra percepției. În mod convențional, ne referim la ele sub denumirea de principii gestaltiste ale organizării perceptuale. Tema cea mai importantă a acestei teorii este că stimularea este percepută în termeni organizați sau configuraționali. Patternul precede elementele sale componente și structura are proprietăți ce nu sunt moștenite de la acestea. Cineva care nu poate percepe puncte, poate în schimb zări ușor o linie punctată. Această noțiune a fost capturată într-o frază folosită adesea pentru a caracteriza gestaltismul: „Întregul este diferit față de suma părților”. 
Principiul cel mai general, cel cunoscut sub numele de Prägnanz, statuează faptul că o configurație perceptuală particulară obținută dintr-o mulțime foarte mare de configurații potențiale, va fi bună dacă toate condițiile vor fi bune. Din nefericire, legea nu definește o configurație “bună” sau rea, deși câteva trăsături ale unei configurații bune sunt menționate, între acestea figurând simplitatea, stabilitatea, regularitatea, simetria, continuitatea, și unitatea. Ce se întâmplă când aceste proprietăți ale figurilor intră în conflict, putem însă defini doar într-un mod empiric. Elaborările ulterioare ale noilor teorii s-au întins pe cîteva decenii. Wertheimer, Köhler, Koffka, și urmașii lor au extins metoda G. în alte arii ale percepției, rezolvării de probleme, învățării, și gândirii. Principiile G. au fost ulterior aplicate motivației, psihologiei sociale, și personalității de Kurt Lewin, și esteticii sau chiar a comportamentului economic. Wertheimer a demonstrat faptul că G. poate fi folosit pentru a clarifica anumite concepte din etică, din domeniul comportamentului politic sau a naturii adevărului. Tradiția gestaltismului a continuat prin intermediul investigațiilor perceptuale efectuate în SUA de cercetători ca Rudolf Arnheim și Hans Wallach. 
În estetică și teoria literară gestaltismul a avut un impact deosebit în secolul al XX-lea. Influența gestaltismului e vizibilă în tratatul de estetică vizuală cum ar fi Arta și percepția vizuală (1954), a lui Rudolf Arnheim care explorează semnificația gestaltismului ca principiu de bază pentru felul în care noi înțelegem un tablou. Cu toate că accentul pus pe cercetarea bunului gestaltism, nu putem spune că aceasta a vizat toate aspectele problemei. Pentru că teoriile și observațiile gestaltismului care au dat rezultate extraordinare când au fost aplicate muzicii și picturii, pot fi aplicate în cîmpul literaturii cu rezultate artificiale și deloc semnificative. Mai mult, este imposibil fie să subsumezi toate trăsăturile formale ale muzicii și literaturii ideii de gestaltism și să demonstrezi că, odată subsumate, efectul emoțional și valoarea estetică devin, astfel, inteligibile. O parte destul de importantă din valoarea estetică a fost lăsată pe dinafară de gestaltism, astfel încît criticii formaliști și filosofii au început să caute în altă parte răspunsuri la întrebările lor. 
O idee recurentă este cea potrivit căreia trăsătura operativă ce determină percepția noastră a formei este “structura”, formula ascunsă, potrivit căreia este construită opera de artă. Această idée a avut o influență considerabilă în două cîmpuri de cercetare diferite, teoria muzicii și critica literară, prima prin intermediul teoreticianului musical austriacul Heinrich Schenker, cea de-a doua prin eforturile formaliștilor ruși și a lingviștilor structuraliști din Praga și, apoi, Paris. Schenker afirma în tratatul său de armonie muzicală Harmonielehre (1906-35) că forma muzicală poate fi înțeleasă ca fiind generată de “celule” muzicale, de unități care sunt mărite, repetate, și peste care se țese o rețea de relații semnificante, incluzînd un background și un foreground al mișcării muzicale. 
Anumiți critici structuraliști, în special Tzvetan Todorov și Roland Barthes, au încercat să perceapă unitatea operelor literare în termenii unei dezvoltări similare a unităților literare, adesea descrise în mod tendențios drept coduri dar mai bine înțelese drept teme. Aceste unități sunt în mod succesiv variate și transpuse în moduri care transformă opera într-o derivație logică a părților sale. Împotriva acestor teorii s-a adus argumentul că analiza structurală n-a reușit în nici un caz să intre în contact cu sursa reală a unității artistice. Această unitate zace în interiorul experienței estetice în sine și nu poate fi înțeleasă drept o trăsătură structurală a operei de artă. Estetica structuralistă a primit critici severe, nu doar pentru pedanteria sa ci și pentru eșecul de a intra în contact cu opera de artă. Aceste teorii au suferit, la sfârșitul secolului al XX-lea, o nouă metamorfoză, ele au fost absorbite în curentul mai larg al criticii literare cunoscut sub titulatura teoriei reader’s  response, în vogă în universitățile americane începând cu anii 70. 
Nici intelectualii români n-au fost departe de asemenea cercetări. În eseul său Fals tratat pentru uzul autorilor dramatici publicat în volumul Teze și antiteze, Camil Petrescu invoca gestaltismul ca motor al redactării dramei sale Danton, în care ar fi dorit să recompună structura Revoluției Franceze, fapt ce a presupus o documentare exhaustivă în Biblioteca Națională din Paris.